# Construcciones Gaitan
Construcciones Gaitan SL war ein spanischer Hersteller von Automobilen.

## Geschichte
Das Unternehmen aus Sevilla begann 1951 mit der Produktion von Automobilen. 1953 endete die Produktion. Der Markenname lautete Gaitan.

## Fahrzeuge
Das Unternehmen stellte überwiegend Fahrzeuge für Körperbehinderte her. Der einzige echte Kleinstwagen war ein Dreirad, bei dem sich das einzelne Rad vorne befand. Ein Motorradmotor trieb das Vorderrad an.